# Ліга Паранаенсе
Ліга Паранаенсе (порт.-браз. Campeonato Paranaense de Futebol) — чемпіонат штату Парана (Бразилія) з футболу. Ліга Паранаенсе проводиться під егідою Федерації футболу штату Парана (ФПФ) (порт.-браз. Federação Paranaense de Futebol). Вища Ліга чемпіонату штату Парана називається Золота Серія (порт.-браз. Série Ouro), найгірші команди за підсумками першості вилітають в Срібну Серію (порт.-браз. Série Prata).
Ліга Паранаенсе, згідно з рейтингом КБФ, займає в останні роки 5-те місце за силою у Бразилії, після чотирьох штатів, в яких базуються 12 найтитулованіших історичних клубів-грандів — Сан-Паулу, Ріо-де-Жанейро, Ріу-Гранді-ду-Сул і Мінас-Жерайс.

## Історія
Вперше чемпіонат штату Парана пройшов у 1915 році. За час проведення змагань багато з команд припинили своє існування. В основному це відбувалося шляхом об'єднання з іншими клубами; також об'єднувалися клуби, на рахунку яких вже були чемпіонські титули. Таким чином, незважаючи на офіційно існуючу статистику чемпіонств команд, до неї слід підходити критично. Приміром, перший чемпіон штату, клуб «Інтернасьонал» () у 1924 році об'єднався з чемпіоном штату 1917 року, клубом «Америка» (). І незважаючи на офіційні 21 титул, «Атлетіко Паранаенсе» може справедливо розглядати ці два чемпіонства як свої трофеї. Особливо рясніє злиттям команд-чемпіонів історія клубу «Парана», який формально з'явився лише в 1989 році, але фактично ввібрав в себе шляхом об'єднання всю історію команд, які сумарно виграли 21 чемпіонат.
Однак навіть з урахуванням підрахунку результатів команд-суперників по альтернативній системі (тобто якщо підсумувати всі титули клубів до об'єднань), явним лідером за минулий період залишиться клуб «Корітіба» з 37 титулами.
У «Атлетіко Паранаенсе» офіційно 21 підсумкова перемога в турнірі. Обидва традиційно сформованих клубу-гранда штату по одному разу ставали чемпіонами Бразилії, а «Атлетіко Паранаенсе» в 2005 році навіть пробився у фінал Кубка Лібертадорес, істотно підвищивши статус і престиж футболу штату Парана (до того у фіналах головного клубного турніру Південної Америки від Бразилії брали участь лише представники «Великої Четвірки» штатів).

## Значення слова Паранаенсе
Слово «Паранаенсе» — прикметник від назви Парана. Цим обумовлено і схожість назви Ліги Паранаенсе (тобто Ліги штату Парани) та клубу «Атлетіко», одного з грандів футболу штату, у якого додається слово «Паранаенсе» для відмінності від інших команд зі схожою назвою (в першу чергу від «Атлетіко Мінейро» зі штату Мінас-Жерайс)
Ліга Паранаенсе (порт.-браз. Campeonato Paranaense de Futebol) — чемпіонат штату Парана (Бразилія) з футболу. Ліга Паранаенсе проводиться під егідою Федерації футболу штату Парана (ФПФ) (порт.-браз. Federação Paranaense de Futebol). Вища Ліга чемпіонату штату Парана називається Золота Серія (порт.-браз. Série Ouro), найгірші команди за підсумками першості вилітають в Срібну Серію (порт.-браз. Série Prata).
Ліга Паранаенсе, згідно з рейтингом КБФ, займає в останні роки 5-те місце за силою у Бразилії, після чотирьох штатів, в яких базуються 12 найтитулованіших історичних клубів-грандів — Сан-Паулу, Ріо-де-Жанейро, Ріу-Гранді-ду-Сул і Мінас-Жерайс.

## Історія
Вперше чемпіонат штату Парана пройшов у 1915 році. За час проведення змагань багато з команд припинили своє існування. В основному це відбувалося шляхом об'єднання з іншими клубами; також об'єднувалися клуби, на рахунку яких вже були чемпіонські титули. Таким чином, незважаючи на офіційно існуючу статистику чемпіонств команд, до неї слід підходити критично. Приміром, перший чемпіон штату, клуб «Інтернасьонал» () у 1924 році об'єднався з чемпіоном штату 1917 року, клубом «Америка» (). І незважаючи на офіційні 21 титул, «Атлетіко Паранаенсе» може справедливо розглядати ці два чемпіонства як свої трофеї. Особливо рясніє злиттям команд-чемпіонів історія клубу «Парана», який формально з'явився лише в 1989 році, але фактично ввібрав в себе шляхом об'єднання всю історію команд, які сумарно виграли 21 чемпіонат.
Однак навіть з урахуванням підрахунку результатів команд-суперників по альтернативній системі (тобто якщо підсумувати всі титули клубів до об'єднань), явним лідером за минулий період залишиться клуб «Куритиба» з 37 титулами.
У «Атлетіко Паранаенсе» офіційно 21 підсумкова перемога в турнірі. Обидва традиційно сформованих клубу-гранда штату по одному разу ставали чемпіонами Бразилії, а «Атлетіко Паранаенсе» в 2005 році навіть пробився у фінал Кубка Лібертадорес, істотно підвищивши статус і престиж футболу штату Парана (до того у фіналах головного клубного турніру Південної Америки від Бразилії брали участь лише представники «Великої Четвірки» штатів).

## Значення слова Паранаенсе
Слово «Паранаенсе» — прикметник від назви Парана. Цим обумовлено і схожість назви Ліги Паранаенсе (тобто Ліги штату Парани) та клубу «Атлетіко», одного з грандів футболу штату, у якого додається слово «Паранаенсе» для відмінності від інших команд зі схожою назвою (в першу чергу від «Атлетіко Мінейро» зі штату Мінас-Жерайс)

## Чемпіони
| - 1915 — Інтернасьйонал () - 1916 — Куритиба - 1917 — Америка () - 1918 — Британія () - 1919 — Британія () - 1920 — Британія (Куритиба) - 1921 — Британія () - 1922 — Британія () - 1923 — Британія () - 1924 — Палестра Італія (Кур.) - 1925 — Атлетіко Паранаенсе - 1926 — Палестра Італия (Кур.) - 1927 — Куритиба - 1928 — Британія () - 1929 — Атлетико Паранаенсе - 1930 — Атлетико Паранаенсе - 1931 — Куритиба - 1932 — Палестра Італія (Кур.) - 1933 — Куритиба - 1934 — Атлетіко Паранаенсе - 1935 — Куритиба - 1936 — Атлетіко Паранаенсе - 1937 — Ферровіаріо (Куритиба) - 1938 — Ферровіаріо (Куритиба) - 1939 — Куритиба - 1940 — Атлетіко Паранаенсе - 1941 — Куритиба - 1942 — Куритиба - 1943 — Атлетіко Паранаенсе - 1944 — Ферровіаріо () - 1945 — Атлетіко Паранаенсе - 1946 — Куритиба - 1947 — Куритиба - 1948 — Ферровіаріо () - 1949 — Атлетіко Паранаенсе | - 1950 — Ферровіаріо () - 1951 — Куритиба - 1952 — Куритиба - 1953 — Ферровіаріо () - 1954 — Куритиба - 1955 — Монті Алегрі - 1956 — Куритиба - 1957 — Куритиба - 1958 — Атлетіко Паранаенсе - 1959 — Куритиба - 1960 — Куритиба - 1961 — Комершал - 1962 — Лондріна - 1963 — Греміо Марінга - 1964 — Греміо Марінга - 1965 — Ферровіаріо () - 1966 — Ферровіаріо () - 1967 — Ферровіаріо () - 1968 — Куритиба - 1969 — Куритиба - 1970 — Атлетіко Паранаенсе - 1971 — Куритиба - 1972 — Куритиба - 1973 — Куритиба - 1974 — Куритиба - 1975 — Куритиба - 1976 — Куритиба - 1977 — Греміо Марінга - 1978 — Куритиба - 1979 — Куритиба - 1980 — Колорадо () и Каскавел - 1981 — Лондріна - 1982 — Атлетіко Паранаенсе - 1983 — Атлетіко Паранаенсе - 1984 — Пінейрос () | - 1985 — Атлетіко Паранакнсе - 1986 — Куритиба - 1987 — Пінейрос () - 1988 — Атлетіко Паранаенсе - 1989 — Куритиба - 1990 — Атлетіко Паранаенсе - 1991 — Парана - 1992 — Лондріна - 1993 — Парана - 1994 — Парана - 1995 — Парана - 1996 — Парана - 1997 — Парана - 1998 — Атлетіко Паранаенсе - 1999 — Куритиба - 2000 — Атлетіко Паранаенсе - 2001 — Атлетіко Паранаенсе - 2002 — Іраті - 2002 — Атлетіко Паранаенсе - 2003 — Куритиба - 2004 — Куритиба - 2005 — Атлетіко Паранаенсе - 2006 — Парана - 2007 — Паранаваї - 2008 — Куритиба - 2009 — Атлетіко Паранаенсе - 2010 — Куритиба - 2011 — Куритиба - 2012 — Куритиба - 2013 — Куритиба - 2014 — Лондріна - 2015 — Операріо Ферровіаріо - 2016 — Атлетіко Паранаенсе |

## Досягнення клубів

### Офіційно
- Куритиба — 37
- Атлетіко Паранаенсе (Куритиба) — 23
- Ферровіаріо () — 8
- Парана () — 7
- Британія () — 7
- Лондріна (Лондріна) — 4
- Греміо Марінга (Марінга), Агуа Верді/Пінейрос (), Палестра Італія () — по 3
- Операріо Ферровіаріо (Понта-Торре), Іраті, Каскавел, Колорадо (), Монті Алегрі (Телемаку-Борба), Комершал (Корнеліу-Прокопіу), Америка (), Інтернасьйонал (), Паранаваї — по 1

### Альтернативний підрахунок
- Куритиба — 37
- Парана + (Колорадо + (Британія + Палестра Італія + Ферровіаріо) + Савойя Агуа Верді/Пінейрос) = 7 + (1 + (7+3+8) + 3) = 29
- Атлетіко Паранаенсе + (Америка + Інтернасьйонал) = 23 + (1+1) = 25
- Лондріна — 4
- Греміо Марінга — 3
- Операріо Ферровіаріо, Іраті, Каскавел, Монті Алегрі, Комершал, Паранаваї — по 1